# عيسى الشيخ حسن
عيسى الشيخ حسن شاعر وكاتب سوري مقيم في قطر ولد في 1965. وتقيم اسرته في قرية ام الفرسان التابعة للقامشلي شرق سوريا.

## أعماله
1. أناشيد مبللة بالحزن 1998
2. يا جبال أوبي معه 2001

## الجوائز
- جائزة الشارقة للإبداع الأدبي (الدورة الخامسة)
- جائزة عبد الوهاب البياتي (الدورة الأولى)